# غابة هامباخر
غابة هامباخر (بالألمانية: Hambacher Forst) وتعرف أيضاً باسم بورغي فالت (بالألمانية: Bürgewald) ودي بورغي (بالألمانية: Die Bürge) هي غابة تقع في ولاية شمال الراين-وستفاليا، في غربي ألمانيا بين كولونيا وآخن. يُقدر عمر الغابة بـ 12,000 سنة، وهي متنوعة حيوياً وتعد موطناً لأكثر من 142 نوع في حالة حفظ مهمة، وحالياً بقي 10% فقط من الغابة.